# Ирландско-эфиопские отношения
Ирландско-эфиопские отношения — двусторонние дипломатические отношения между Федеративной Демократической Республикой Эфиопия и Республикой Ирландия. Обе страны установили дипломатические отношения в 1994 году, в том же году было открыто ирландское посольство в Аддис-Абебе. Спустя несколько лет Эфиопия открыло своё посольство в Дублине.
21 февраля 1995 года Ирландия и Эфиопия подписали Техническое соглашение. В том же году министр иностранных дел Ирландии Джоан Бертон посетила Эфиопию. В 2002 году премьер-министр Мелес Зенауи и министр иностранных дел Сейюм Месфин с официальным визитом прибыли в Дублин.
В январе 2003 года ирландский министр зарубежной помощи Том Китт посетил Эфиопию. Цель визита была помощь по борьбе с голодом в стране. Он посетил регион Тыграй, который в то время был наиболее подвержен голоду.
В 2007 году Ирландия выплатила 58,94 млн долл, став шестой страной по масштабам финансовой помощи для Эфиопии. Ирландская финансовая помощь включала гранты, направленные на развитие здравоохранения и образования, борьбу с инфекциями ВИЧ и СПИД. Помощь Ирландией осуществлялась как напрямую, так и через миссионерские общества. Общие гранты в 2007 году составили 32 миллиона евро. В предыдущим году сумма составила более 37 миллионов евро.